# Сухий Яр (Березівський район)
Сухи́й Яр — село Миколаївської селищної громади у Березівському районі Одеської області в Україні. Населення становить 101 осіб.

## Історія
Під час організованого радянською владою Голодомору 1932—1933 років померло щонайменше 6 жителів села.
19 вересня 2024 року Верховна Рада підтримала перейменування села Сухий Овраг на Сухий Яр в рамках дерусифікації. 26 вересня 2024 року перейменування набуло чинності.

## Населення
Згідно з переписом УРСР 1989 року чисельність наявного населення села становила 140 осіб, з яких 67 чоловіків та 73 жінки.
За переписом населення України 2001 року в селі мешкали 103 особи.

### Мова
Розподіл населення за рідною мовою за даними перепису 2001 року:
| Мова       | Відсоток |
| ---------- | -------- |
| українська | 84,16 %  |
| румунська  | 7,92 %   |
| російська  | 7,92 %   |